# Detective Conan: El mago del cielo plateado
Detective Conan: El mago del cielo plateado (銀翼の奇術師 Ginyoku no Majishan?) es el título del octavo largometraje de la serie de anime y manga Detective Conan estrenado en Japón el 17 de abril del 2004. La película recaudó 2.8 billones de yens